# Callipepla squamata
Callipepla squamata là một loài chim trong họ Odontophoridae.
Nó là một loài chim màu xám hơi xanh được tìm thấy trong các khu vực khô cằn của miền Tây Nam Hoa Kỳ đến Trung Mexico. Loài này là một nhánh đầu tiên của chi Callipepla, phân kỳ trong kỷ Pliocene.

## Hình ảnh

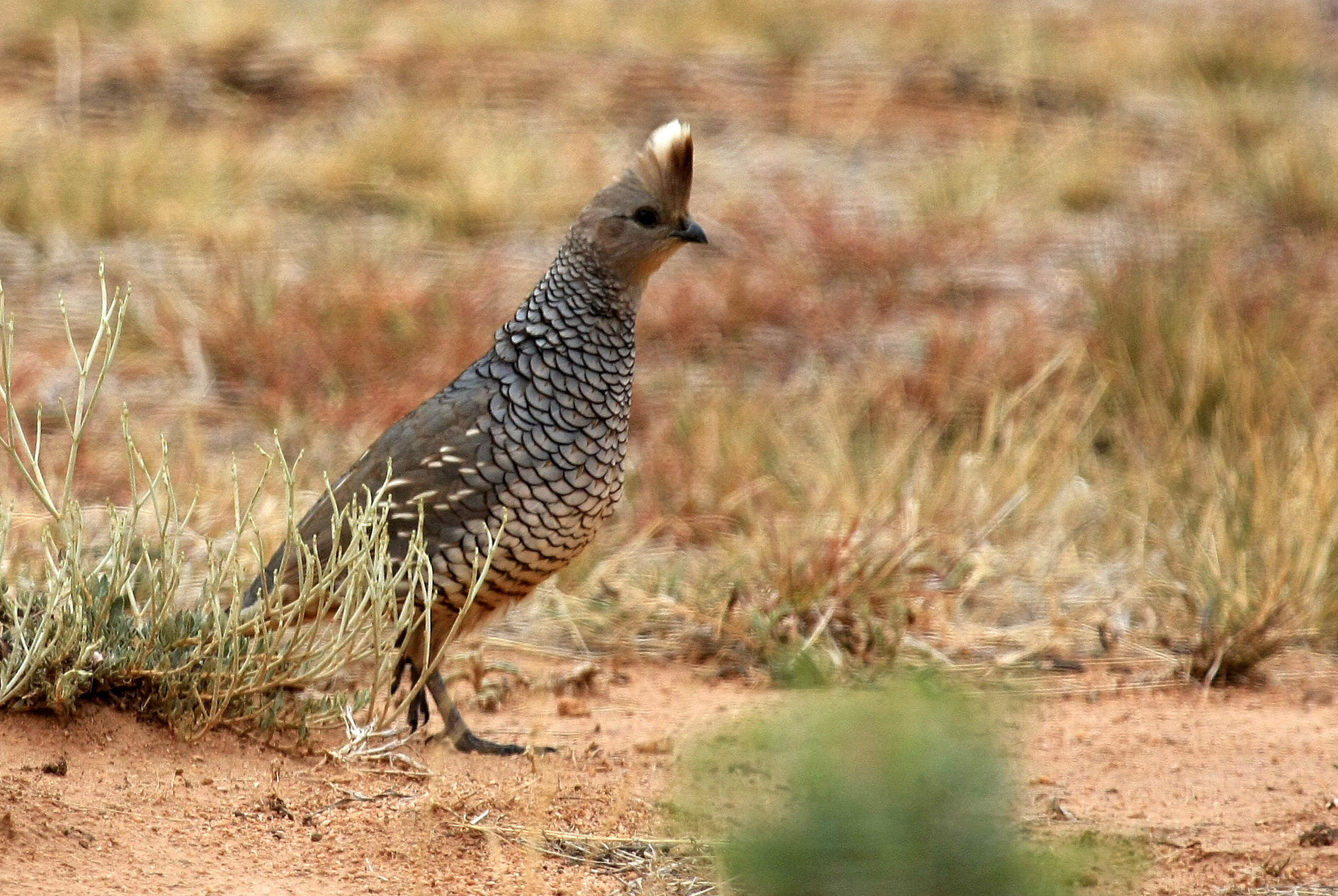
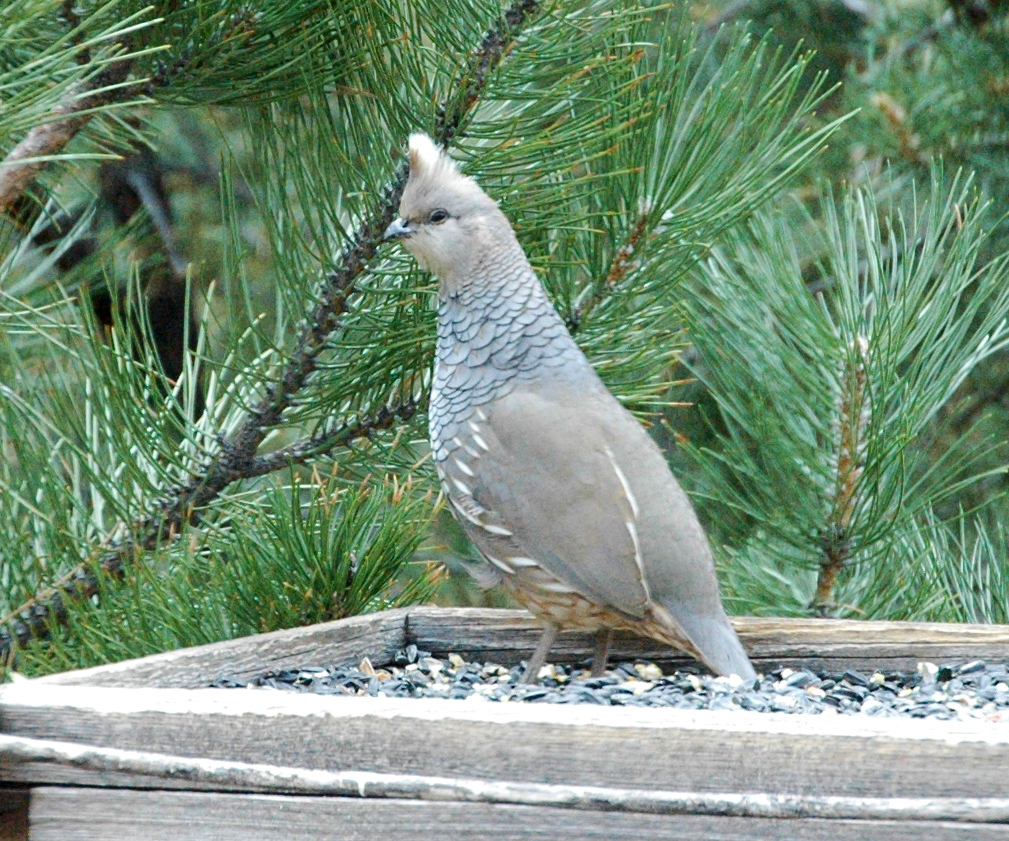